# Montchamp (Cantal)
Montchamp – miejscowość i gmina we Francji, w regionie Owernia-Rodan-Alpy, w departamencie Cantal.
Według danych na rok 1990 gminę zamieszkiwało 147 osób, a gęstość zaludnienia wynosiła 9 osób/km² (wśród 1310 gmin Owernii Montchamp plasuje się na 699. miejscu pod względem liczby ludności, natomiast pod względem powierzchni na miejscu 585.).